# Paride di Teano
Paride di Teano (Atene, ... – Teano, 5 agosto 346) è stato il primo vescovo di Teano e viene considerato santo dalla Chiesa cattolica che lo ricorda il 5 agosto.

## Agiografia
Greco di origine, venne in Italia per scampare alle persecuzioni. Arrivato a Teano si scandalizzò del culto dedito a un drago perciò decise di ucciderlo. Dopo averlo aspettato all'ingresso della sua tana lo uccise e in quel punto fece scaturire una fonte d'acqua. Gli abitanti del luogo lo condannarono alle belve, ma le fiere si rifiutarono di ucciderlo. Il popolo, alla vista del miracolo si convertì e Paride fu nominato primo vescovo di Teano da Papa Silvestro I.

## Culto
Sul luogo dove vinse il dragone fu edificata la chiesa romanica di San Paride ad Fontem, prima cattedrale, risalente al IX secolo.
Il corpo fu conservato nelle mura della città in una chiesetta detta della "memoria", e in seguito vi fu costruita la Cattedrale.

I cattolici ne celebrano la festa liturgica il 5 agosto: 
(Martirologio Romano)